# 日吉ダム

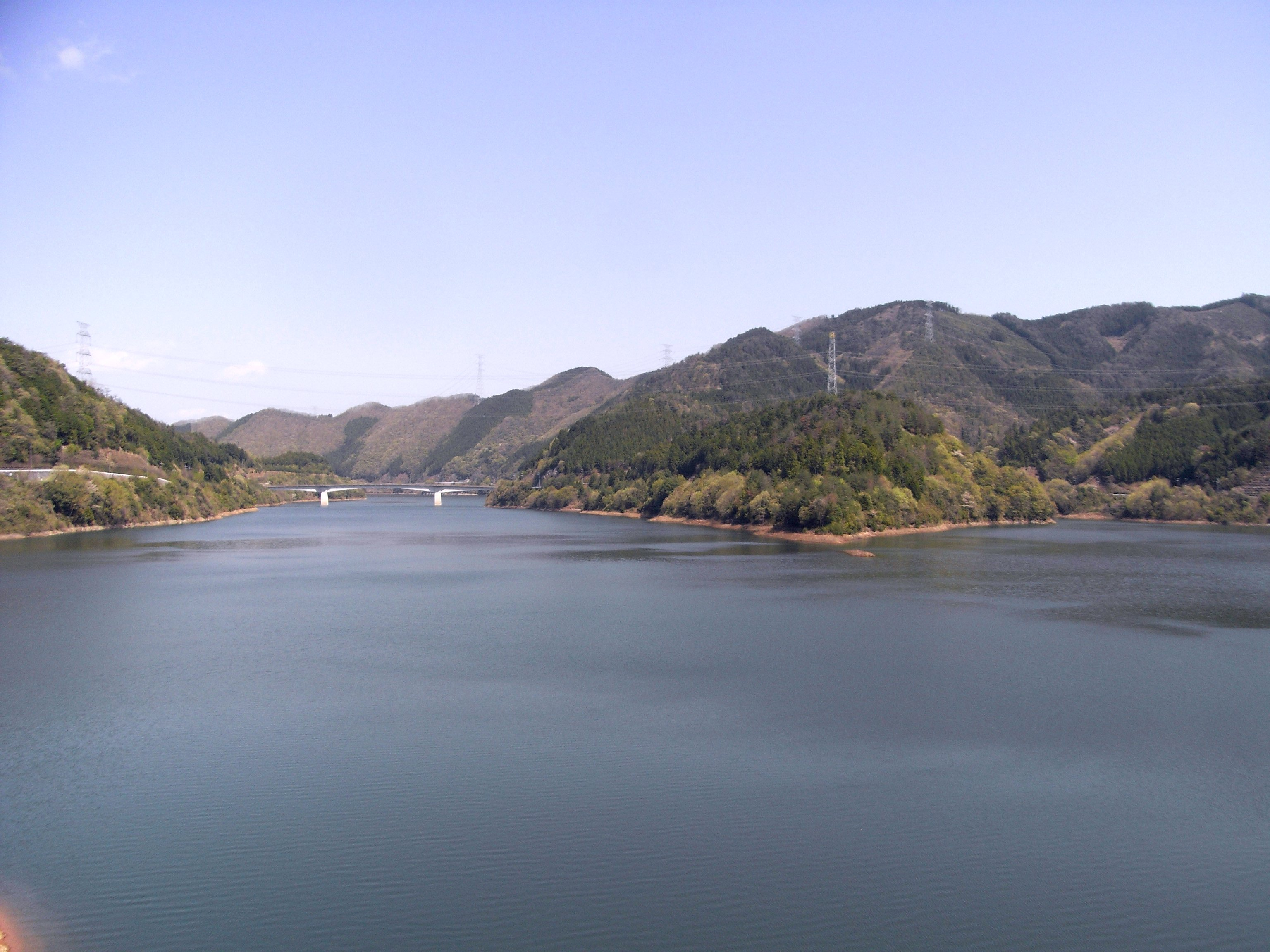
天若湖

日吉ダム（ひよしダム）は、京都府南丹市日吉町中地先、淀川の主要支川の一つである桂川中流部に位置するダムである。1999年日本建築学会賞業績賞受賞（周辺整備）、2003年土木学会デザイン賞受賞。

## 桂川の河川開発
淀川水系の河川総合開発は戦後1953年（昭和28年）流域に多大な被害を齎した昭和28年台風第13号により、本格的な整備が進められた。既に1949年（昭和24年）より経済安定本部を中心に策定した「河川改訂改修計画」を土台に、1954年（昭和29年）「淀川水系改訂基本計画」が策定されこの中で初めて多目的ダムによる洪水調節が企図された。この計画に基づいて瀬田川洗堰改築・天ヶ瀬ダム（淀川）、高山ダム（計画当時は月ヶ瀬ダム。名張川）、室生ダム（計画当時は宇陀川ダム。宇陀川）が計画・建設された。
その後洪水調節に加え関西圏の人口増加に伴う水需要の逼迫に対応する為、1962年（昭和37年）に淀川水系は「水資源開発促進法」に基づく「淀川水系水資源開発基本計画」が策定された。この中で水資源開発公団（現・水資源機構）によって青蓮寺ダム（青蓮寺川）や布目ダム（布目川）が計画・建設された。こうして淀川水系の総合開発は整備されていくが淀川・木津川と並ぶ主要支川である桂川に関しては、1961年（昭和36年）に当時の京都府船井郡園部町と同郡日吉町の町境地先に「淀川水系改訂基本計画」に基づくダム計画が持ち上がった。
当時は「宮村ダム」と呼ばれていたこのダム計画こそ、後の日吉ダム事業である。

## 沿革
桂川は中流部に保津峡（この辺りは保津川と別称される）があり川下りや嵐山等といった風光明媚な観光地として多くの観光客が訪れる京都を代表する観光地であるが、治水の観点からは極めて問題な地形であった。保津峡で川幅が狭くなるために洪水流下能力が著しく阻害され、上流の亀岡市や南丹市は大雨が降ると容易に湛水するさながら天然の遊水地状態になる。これは天竜川における天竜峡と飯田市の地理関係に良く似ており、古来より亀岡盆地は水害の被害を度々受けていた。堤防建設や浚渫では限界が出てきており、宅地化の進行でこれ以上の河川改修は補償の観点から難しく、抜本的な治水対策が叫ばれる一方で関西圏地域の人口急増に伴い水需要も引き続き急増していた。
1971年（昭和46年）、建設省（現・国土交通省近畿地方整備局）は「淀川水系工事実施基本計画」を策定し、伊勢湾台風出水以来の洪水流量の改訂を実施した。これに伴い洪水調節を強化するため比奈知ダム（名張川）等の建設が計画されたが、桂川流域においてもダムによる洪水調節が求められた。当初「宮村ダム」として計画されていた日吉ダムはこの時に本格的なダム事業として基本計画に入った。水資源開発公団は「淀川水系水資源開発基本計画」の変更を行い、「水資源開発公団法」に基づく多目的ダムとして建設を同年より計画した。
湛水直前に南こうせつを迎え「湖底コンサート」を開催した。
ダムの型式は重力式コンクリートダム、高さは67.4m。洪水調節、不特定利水（桂川の河川流量を維持し、河川環境を守る）、京都府・大阪府・伊丹市・尼崎市・西宮市・芦屋市・神戸市への上水道供給を目的とし、計画発表から25年後の1997年（平成9年）に完成した。

## ダムを利用した町興し
このダム建設によって日吉町の188世帯が水没することになり、「宮村ダム」計画発表の1961年に「日吉ダム対策協議会天若同盟」を住民は結成し、以来1984年（昭和59年）9月に補償交渉が妥結するまでの24年間、町を挙げた強固な反対運動を展開した。このため水源地域対策特別措置法9条指定ダムとして補償額の国庫補助率を嵩上げした他、総合的な地域振興策を実施することで漸く妥結した経緯がある。
この為、公団は日吉町と共に早くからダムによる地域振興を目指した。折から建設中の1994年（平成6年）、建設省はダム・ダム湖を地域活性化の要とし、観光地としての価値をダムに持たせ地域振興に寄与することを目的にダムの積極的な一般開放を目指して「地域に開かれたダム」施策を実施した。日吉ダムはその第1号として指定され、日吉町等と連携して計画的且つ広大な周辺整備に力を入れた。ダム直下流部に複合温泉施設として「スプリングスひよし」を建設、温泉・プール・体育館等を備え、広大な芝生を植えキャンプ場や公園等を整備。日吉町郷土資料館や京都府民の森等もダム近辺に整備、また天若湖は関西北部屈指の釣りスポットとして有名となり、古くから全国的にバスフィッシングで有名な大野ダム、和知ダム、63年京都国体のカヌー会場にもなった由良川との相乗効果で一大アウトドアスポットとした。ダム湖周辺には遊歩道を整備しハイキングコースとした他、マラソンやジョギングし易く路面を整備した。さらには国道9号、京都縦貫自動車道園部インターチェンジ、国道372号、国道477号といった主要幹線道路から近く、他のダムと比較して道路整備が進んでいることも近隣都市部から人気のある理由である。
こうして、ダム管理者とダムによって犠牲を強いられた地元が協力しダムを地域振興の拠点として整備に注力した結果、日吉ダム周辺は京都府民の一大レジャースポットとして成長、現在は丹波地域の観光地として定着した。また来訪者が道中の道の駅や商業施設に立ち寄る頻度が増えたことから経済効果が相当ある。国土交通省調査による直轄・機構管理ダムの年間利用者数で岩手県の御所ダム（北上川水系雫石川、国土交通省東北地方整備局）に次ぎ年間87万人の利用者が訪れるという結果となった。多くの市民が利用する公共施設として、全国的に無駄な施設が問題視されている中での成功例である。
完成後の1998年（平成10年）には郵便切手にもなっている。ダムが切手の図案に選ばれたのは佐久間ダム（天竜川）・小河内ダム（多摩川）・黒部ダム（黒部川）・温井ダム（滝山川）と他には日本屈指の大規模ダムしかない。

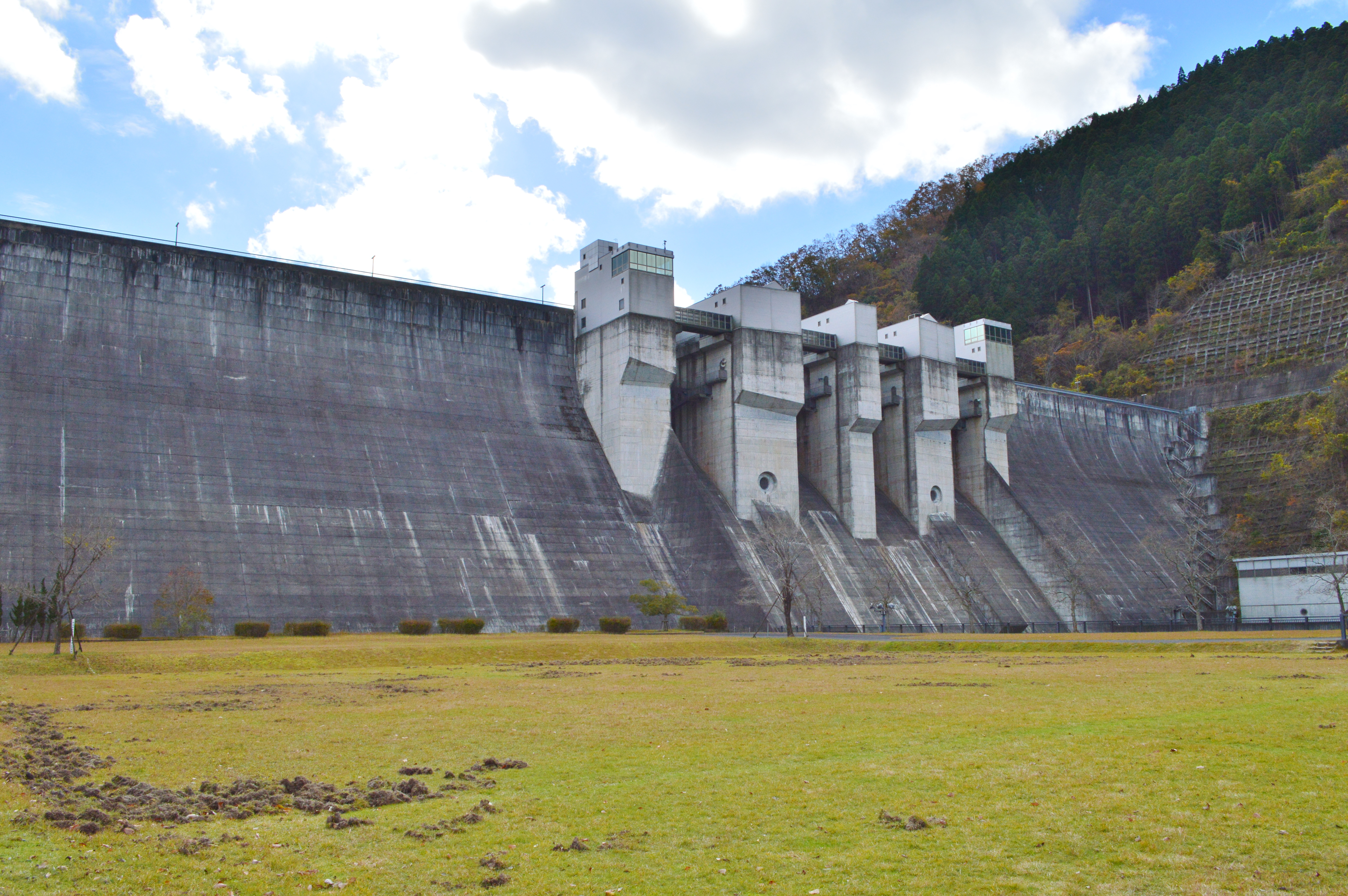
堤体
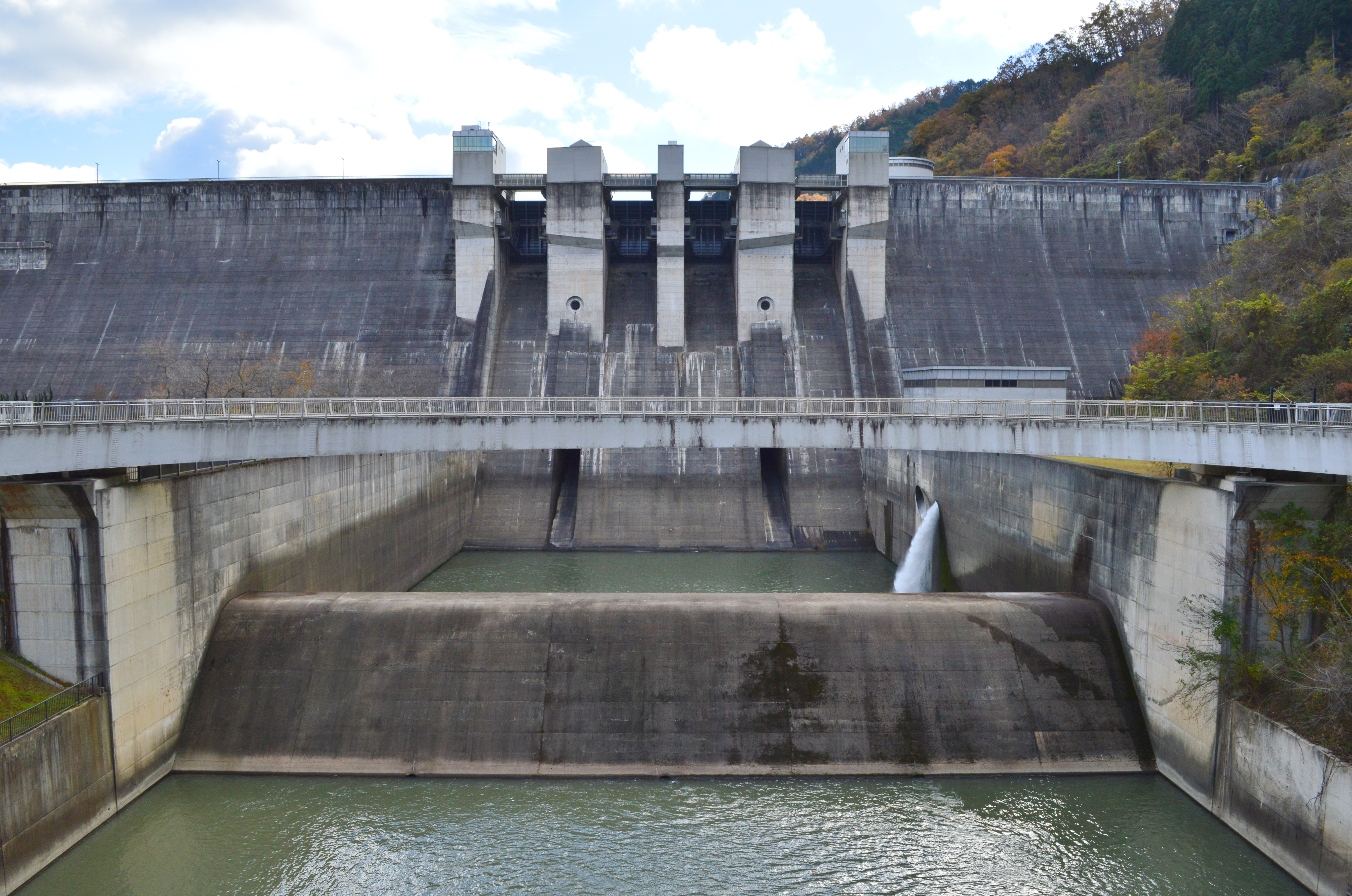
放流ゲート
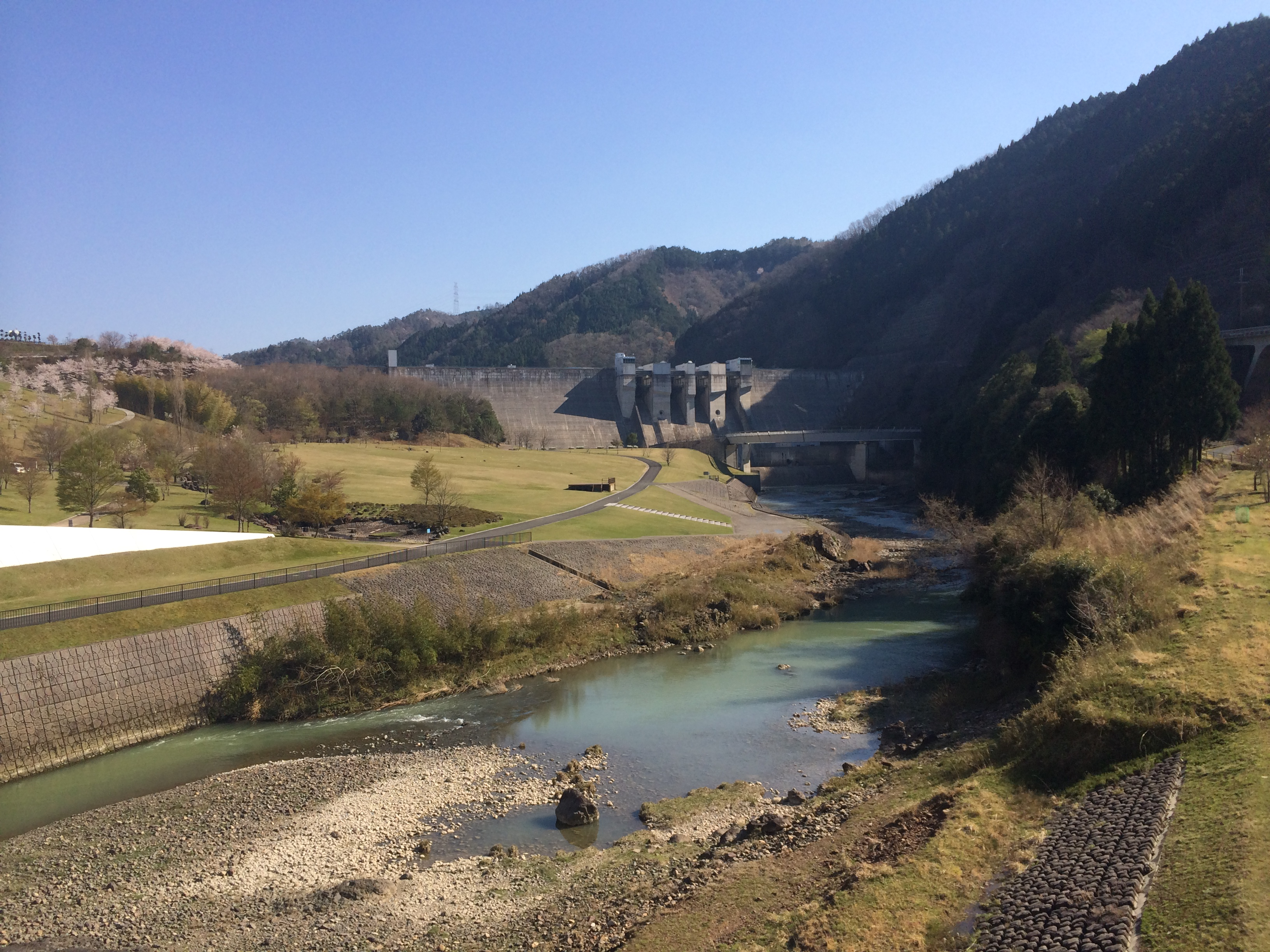
日吉ダムと広大な芝生
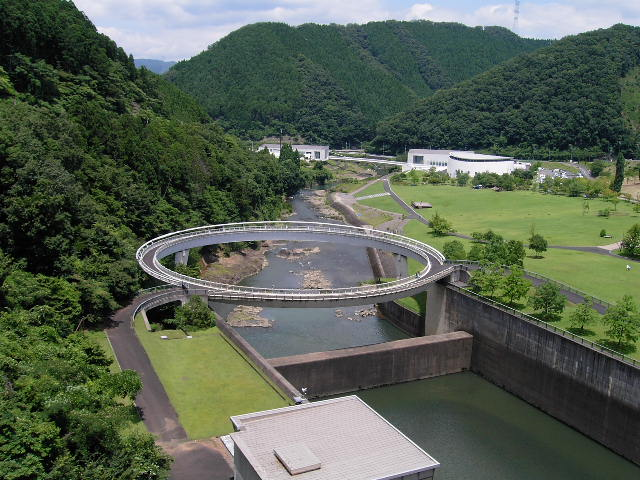
円形展望橋
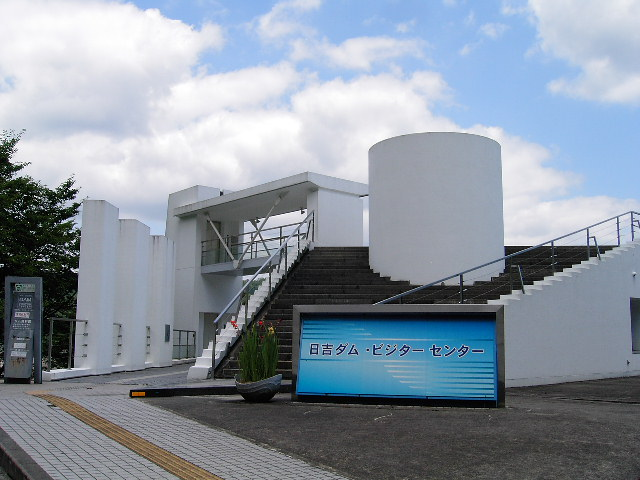
ビジターセンター

## 天若湖
日吉ダムによって誕生した人造湖は、水没地区の地名を採って「天若湖」（あまわかこ）と名付けられた。2005年（平成17年）に財団法人ダム水源地環境整備センターが選定する「ダム湖百選」に、地元の日吉町の推薦で選ばれている。湖岸道路は毎年4月になると「日吉ダムマラソン大会」が行われ県内外から多くのアスリートが健脚を競う。また、6月には全日本ラリー選手権「KYOTO南丹ラリー」が開催され、全国から多くのモータースポーツファンが来訪する。
2016年（平成28年）3月25日に制定された京都丹波高原国定公園の指定地域となった。
2018年（平成30年）6月2・3日の夜、ダムに水没した集落を偲び、家々があった場所に約120個のライトを湖面に浮かべる「天若湖アートプロジェクト」を開催。
2020年（令和2年）報道によると、前年・2019年春に遡上しようとするアユの群れが確認され、ダム湖が海の代わりを果たして成長する「陸封アユ」の可能性が高いと話題になっている。市民団体や漁業協同組合は陸封アユの生態や活用を考えるセミナーを開き、関心を広げる。

## 関西屈指の釣りスポットとして
天若湖は関西屈指の釣りスポットとして有名である。近隣に古くから全国的にバスフィッシングで有名な大野ダム、和知ダムがあることもありブラックバス（オオクチバス）等を求めて多くのフィッシング愛好家が平日・休日問わず大挙して訪れる。ブラックバスは世木ダム時代から流入しており、日吉ダム完成初頭からランカークラスの良型が多数上がっている。変化にとんだポイントが多数あることと、1日で回れる適度な規模のため、バサーから人気が高い。エレクトリック・トローリング・モーター装備のレンタルボート店も完備され、そこを拠点に年数回のトーナメントも行われる。また都市部郊外であるため有名バスプロのビデオ撮影やTV取材、専門誌、釣新聞の記事になる機会が多い。その立地条件とその有名度で入漁料収入による収益アップとなり地元漁協と共生が取れている。夏季は減水により、レンタルボート店が営業休止することもある。2010年2月からレンタルボートサービスが営業休止されていたが2011年5月よりマイボート持込によるスロープ昇降は有料ながら利用可能となった。レンタルボートは準備中。2013年9月16日 台風18号での大雨・増水の影響でレンタルボート店は営業休止。2016年4月より新たにレンタルボート店がスロープ昇降を開業。天若湖は釣りスポットとして関西一円に知られている一方で、特定外来生物であるブラックバス繁殖の温床にもなっている。

## オオサンショウウオ
2006年（平成18年）には国の特別天然記念物で絶滅危惧種に指定されているオオサンショウウオが発見されている。オオサンショウウオの生息は水質も関係するが、それよりも住みかとなる岩などの存在が大きいな要因であり、オオサンショウウオが生息していることを「ダム湖の水質が高いレベル」と直接関連付けることはできない。しかし、日吉ダムより上流域でオオサンショウウオの中国種との混雑種が見つかっているが、日吉ダムが防波堤となり、ダムより下流から保津峡までの間は遺伝子汚染されておらず、日本固有種が保たれているともいえる。

## 特例操作
平成25年台風第18号や平成30年7月豪雨などで緊急放流を行った。

## 世木ダム
直上流の世木ダムは1951年（昭和26年）に関西電力による発電専用として建設された。型式は重力式コンクリートダムで堤高は35.5mである。日吉ダム建設に伴いダムは全体の8割以上が水没し、ダムに設置されていたゲートは全て撤去された。だが完全に水没した訳ではなく現在は自然越流方式として発電機能を果たしている。従って、天ヶ瀬ダム建設によって水没した志津川ダムとは状況が異なる。
ダムが半分以上水没しながら現在も機能維持している例は少なく、代表的な例としては相模川本川に建設された沼本ダム（津久井ダム）で、下流の城山ダム建設に伴い出来た津久井湖によって半分以上水没しているが、現在も機能を維持している。

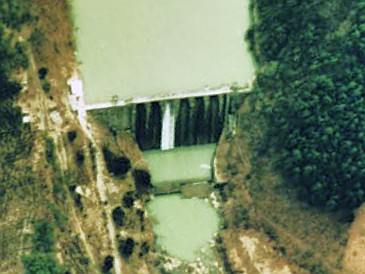
水没前の世木ダム
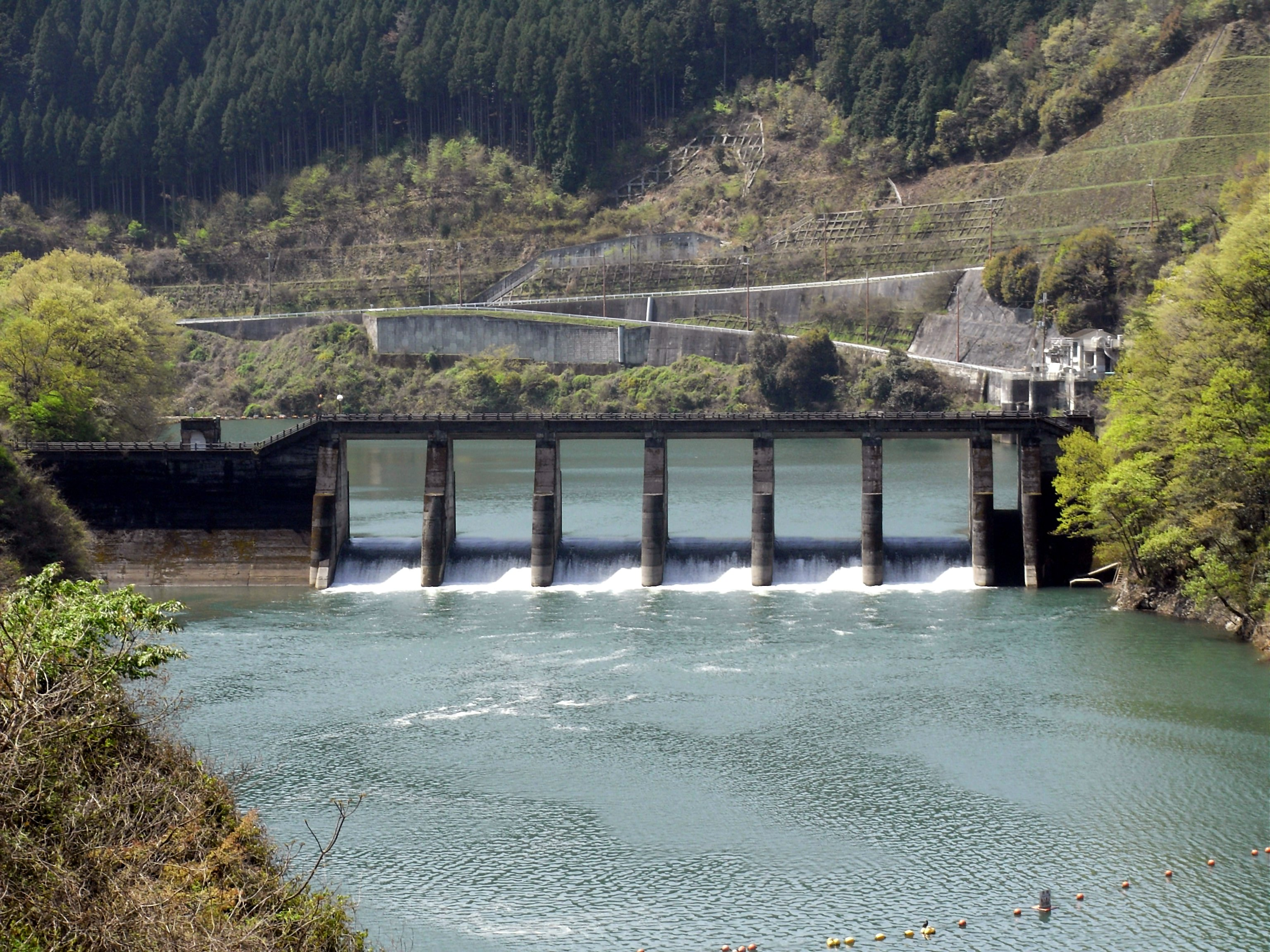
日吉ダム水位が高い時の世木ダム
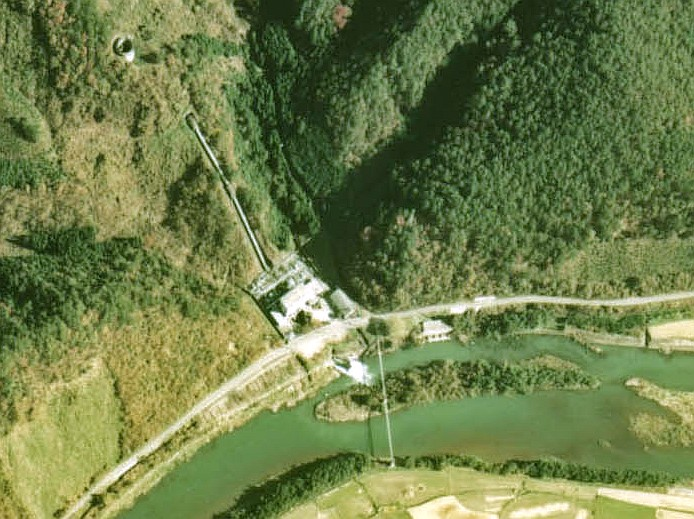
新庄発電所